# Donoharjo
Donoharjo is een bestuurslaag in het regentschap Sleman van de provincie Jogjakarta, Indonesië. Donoharjo telt 9341 inwoners (volkstelling 2010).